# Burg Mietingen
Die Burg Mietingen war neben der Wasserburg Mietingen ein zweiter mittelalterlicher Adelssitz in der Gemeinde Mietingen im Landkreis Biberach in Baden-Württemberg. Möglicherweise befand sich wenig südlich davon noch eine dritte Burganlage im Ort. Die heute abgegangene Burg Mietingen befand sich 750 Meter südwestlich der Ortskirche.
Die Burg war bereits 1442 zerstört, in diesem Jahr wurde sie nur noch als Burggraben erwähnt.
Die ehemals viereckige Burganlage wies an drei Seiten tiefe Burggräben auf.